# Anders Konradsen
Anders Ågnes Konradsen (født 18. juli 1990 i Bodø, Norge) er en norsk fodboldspiller, der spiller som midtbanespiller hos den norske Tippeliga-klub Rosenborg. Han har spillet for klubben siden januar 2015. Tidligere har han repræsenteret klubberne Bodø/Glimt og Strømsgodset i hjemlandet og franske Rennes.

## Landshold
Konradsen står (pr. maj 2014) noteret for fem kampe og én scoring for Norges landshold. Han spillede sin debutkamp i november 2012 mod Ungarn og scorede sit første mål for holdet 31. maj 2014 i en venskabskamp mod Rusland.